# Vive Latino
O Festival Iberoamericano de Cultura Musical, comumente conhecido por Vive Latino, é um festival de rock celebrado anualmente no espaço de eventos e esportes Foro Sol, na Cidade do México, organizado pela OCESA, uma divisão da Corporação Interamericana de Entretenimento (CIE).

## História
Sua primeira edição foi em 1998. Os três únicos anos nos quais não foi celebrado foram 1999, 2002 e 2021. Conta com vários palcos e tendas, tradicionalmente três (Vive Latino; Indio e Tenda Roja), entretanto a partir do ano 2009 foi instalado um quarto palco denominado “Tenda Intolerante”. Dentro do festival pode-se assistir aos shows dos grupos musicais mais representativos dos gêneros abarcados pelos festivais, de toda Ibero-América e banda latinas dos Estados Unidos como Tito & Tarântula, Devendra Banhart, Los Abandoned, Los Super Elegantes, Ill Niño, The Mars Volta, Los Lobos, Los Straitjackets, Rodrigo y Gabriela e Ozomatli. Entretanto, não está fechado a propostas musicais hispanófilas, nos últimos anos o evento vem recebendo a presença de artistas de todo o mundo, como Save Ferris, The Magic Numbers, Reel Big Fish, Black Rebel Motorcycle Club, Blasted Mechanism, Little Joy, Marky Ramone, Calexico, Rise Against, Empire of the Sun (banda), Deftones e Chemical Brothers.
Neste festival também há uma forte presença do ska e do reggae, com a participação de importantes nomes do gênero como The Wailers, The Skatalites, Desmond Dekker e Steel Pulse, além da participação de grande banda da América Latina como Los Fabulosos Cadillacs, Los Auténticos Decadentes, Gondwana, Maldita Vecindad, Panteón Rococó e Calle 13.
Paralelo as atrações musicais o festival conta com mostras de arte urbana, tais como grafitagem e teatro, com apresentações de artistas de toda Ibero-América. Também está presente a emblemática feira e bazar itinerante  Tianguis Cultural Del Chopo.

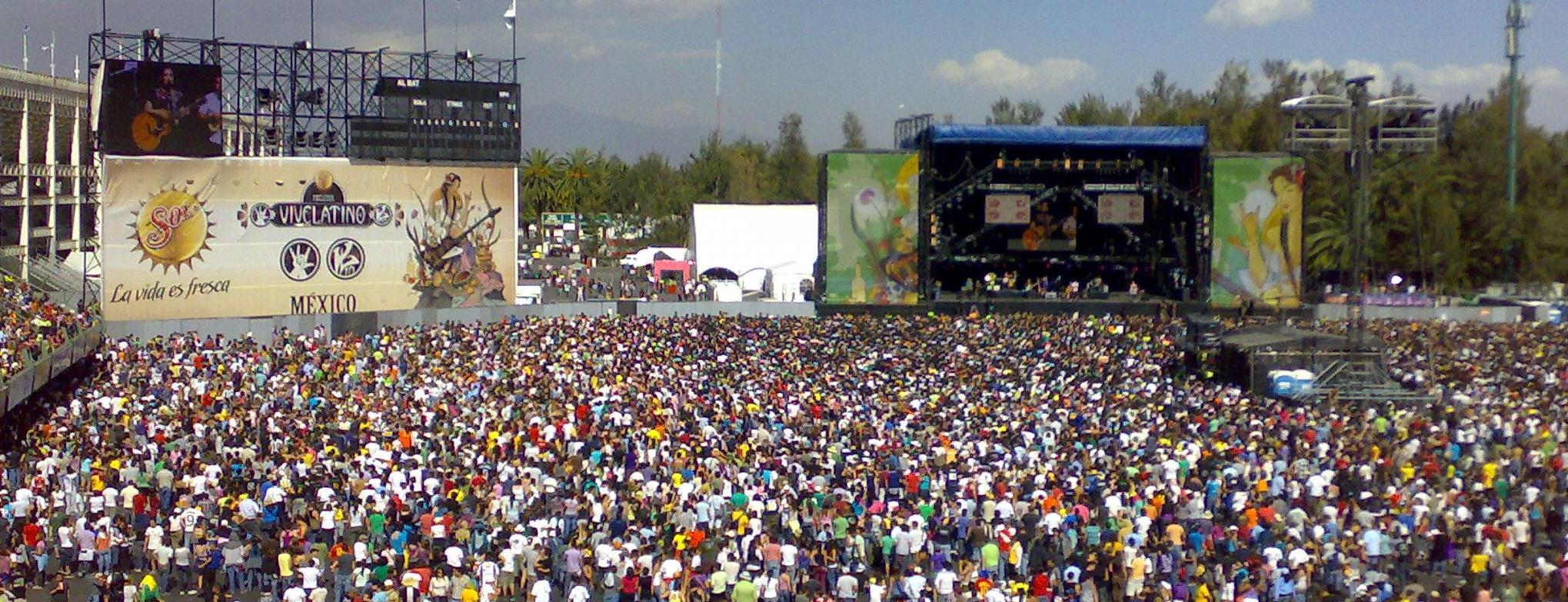
Vista da arquibancada do palco principal do festival Vive Latino em sua edição 2010.

A  edição de 2011 do festival, realizada nos dias 8, 9 e 10 de abril, recebeu mais de 90 bandas das mais diversas nacionalidades. Foi a primeira edição a registrar em material audiovisual todo o planejamento, realização, montagem e difusão do evento, projeto encarregado por Pablo Fulgeria. Outra novidade na edição 2011 foi "Tenda Ambulante", dedicada à projeção de filmes, documentários e demais materiais cinematográficos relacionados com o mundo da música e do rock, este novo projeto teve direção e curadoria de Diego Luna e Gael García Bernal, que foram os anfitriões desta tenda.